# Filfla u l-Gżejjer ta' Madwarha
Das FFH-Gebiet und europäische Vogelschutzgebiet Filfla u l-Gżejjer ta' Madwarha (deutsch: Filfla und die umliegenden Inseln) liegt im Mittelmeer südlich der Insel Malta. Es umfasst die Felsinsel Filfla und einige kleinere, vorgelagerte Inseln. Die Insel Filfla besteht aus einem Plateau mit steilen Klippen und Schutthalden. Sie wurde bis 1971 als Ziel für militärische Übungen genutzt. Auf dem Plateau befindet sich eine Garrigue mit einigen endemischen Arten, wie z. B.  die Strauchige Sode (Suaeda vera).
Filfla u l-Gżejjer ta' Madwarha ist das kleinste der 22 maltesischen Vogelschutzgebiete.

## Schutzzweck

### Lebensraumtypen
Folgende Lebensraumtypen nach Anhang I der FFH-Richtlinie sind für das Gebiet gemeldet:
| EU Code | * | Lebensraumtyp (offizielle Bezeichnung)                                                     | Fläche [ha] |
| ------- | - | ------------------------------------------------------------------------------------------ | ----------- |
| 1240    |   | Mittelmeer-Felsküsten mit Vegetation mit endemischen Limonium-Arten                        | 1,43        |
| 1420    |   | Quellerwatten des Mittelmeer- und gemäßigten atlantischen Raums (Sarcocornetea fruticosae) | 1,43        |
| 8210    |   | Kalkfelsen mit Felsspaltenvegetation                                                       | 3,75        |

Folgende Vogelarten sind für das Gebiet gemeldet; Arten, die im Anhang I der Vogelschutzrichtlinie geführt sind, sind mit * gekennzeichnet:
| Bild                    | Anhang I | EU Code | Art                     | wissenschaftlicher Name |
| ----------------------- | -------- | ------- | ----------------------- | ----------------------- |
| Sepiasturmtaucher       |          | A010    | Sepiasturmtaucher       | Calonectris diomedea    |
| Sturmschwalbe           | *        | A014    | Sturmschwalbe           | Hydrobates pelagicus    |
| Mittelmeer-Sturmtaucher | *        | A464    | Mittelmeer-Sturmtaucher | Puffinus yelkouan       |